# Cantó de Frejús
El cantó de Frejús és un cantó francès del departament de la Var, situat al districte de Draguinhan. Té 3 municipis i el cap és Frejús.

## Municipis
- Frejús
- Leis Adrets
- Banhòus

## Història
| Data d'elecció                           | Identitat        | Partit              | Qualitat |
| ---------------------------------------- | ---------------- | ------------------- | -------- |
| 1973-1979                                | M. Bertrand      | PS                  |          |
| 1979-1988                                | François Léotard | UDF                 |          |
| 1988-1992                                | Michel Hamaide   | UDF                 |          |
| 1992-1998                                | Gilbert Lecat    | UDF                 |          |
| 1998-2008                                | Élie Brun        | UDF-DL, després UMP |          |
| 2008-                                    | Maurice Accary   | UMP                 |          |
| les dades anteriors no són pas conegudes |                  |                     |          |
|                                          |                  |                     |          |

| 1962   | 1968   | 1975   | 1982   | 1990   | 1999   | 2006   |
| ------ | ------ | ------ | ------ | ------ | ------ | ------ |
| 17.833 | 24.552 | 29.957 | 33.235 | 44.234 | 50.536 | 56.333 |